# Wolfgang Kolmsee
Wolfgang Kolmsee (* 25. September 1954 in Oberhausen) ist ein ehemaliger deutscher Dreispringer.
Bei den Leichtathletik-Halleneuropameisterschaften 1975 in Kattowitz wurde er Achter.
1976 wurde er Vierter bei den Leichtathletik-Halleneuropameisterschaften in München und Sechster bei den Olympischen Spielen in Montreal.
1976 wurde er Deutscher Meister, 1974, 1977, 1981 und 1982 Deutscher Vizemeister. In der Halle wurde er von 1975 bis 1978 viermal in Folge Deutscher Meister und 1980 Vizemeister.
Seine persönliche Bestleistung von 16,68 m stellte er am 29. Juli 1976 in Montreal auf.
Wolfgang Kolmsee startete bis 1974 für den SV Salamander Kornwestheim, von 1975 bis 1977 für den VfB Stuttgart und danach für das LAC Quelle Fürth.